# Trò lừa bịp UFO Quận Dundy
Trò lừa bịp UFO Quận Dundy là sự kiện có liên quan đến UFO xảy ra vào ngày 8 và 10 tháng 6 năm 1884 khi tờ Nebraska State Journal đưa tin rằng một nhóm cao bồi đã tìm thấy một vật thể dài, hình trụ ở Quận Dundy, Nebraska, nằm gần khu định cư tại Max, từ sau vụ rơi thiên thạch. Câu chuyện này về sau được các biên tập viên của Nebraska State Journal tiết lộ là một trò lừa bịp vào năm 1927, dù cho một số người vẫn tiếp tục tin rằng vụ chứng kiến này là hợp pháp.

## Diễn biến
Theo lời tờ Nebraska State Journal ngày 8 tháng 6 năm 1884, một nhóm cao bồi ở Quận Dundy của Nebraska, nằm gần khu định cư tại Max, đã bắt gặp tàn tích của một thiên thạch "khổng lồ" hai ngày trước đó. Khi một trong những anh chàng cao bồi tên là Alf Williamson vừa lại gần thì bỗng dưng mặt anh ta nổi nhiều vết phồng rộp, một số sợi tóc khô héo và thị lực thì bị tổn hại. Sức nóng của địa điểm này đến mức họ không thể tiến sâu hơn để điều tra, vì vậy họ rời đi để trả lại những gì còn sót lại—bao gồm các phần máy móc bị phân tán, chẳng hạn như mấy cái bánh răng—vào ngày hôm sau. Địa điểm phát sáng suốt đêm do sức nóng tỏa ra từ vụ va chạm. Cùng với một nhóm cư dân địa phương khác, họ trở lại và phát hiện ra một ống hình trụ dài tại nơi đây, "dài khoảng 50 hoặc 60 feet" với đường kính khoảng "mười hoặc mười hai feet",  Người chủ trang trại mà nhóm cao bồi làm việc dưới quyền tên là John Ellis đã nói rõ ý định của mình là tuyên bố đất này là của riêng mình. Hai ngày sau bản tin ban đầu của Nebraska State Journal, tờ báo cho rằng hình trụ này đã bị hỏng trong cơn mưa rơi—tàn tích đầu tiên trở thành những bãi máy móc đông lại, rồi về sau bị cuốn trôi hoàn toàn, chỉ để lại một cái "mùi ngọt ngào, thoang thoảng".

## Trò lừa bịp
Ngay sau khi được xuất bản, câu chuyện này liền bị tác giả của nó cho đây chỉ là một trò lừa bịp hoặc một trò đùa nào đó mà thôi. Vụ việc được nhại lại trong suốt mùa tranh cử của cuộc bầu cử tổng thống năm đó. Tờ Laramie Boomerang ở bang Wyoming, lấy ví dụ—dù ban đầu đưa đến câu chuyện này—đưa tin vào ngày 14 tháng 6 rằng đây chỉ là một câu chuyện ngụ ngôn chính trị dành cho phong trào ôn hòa. Câu chuyện này được xuất bản khoảng một thập kỷ trước khi có nhiều vụ trình báo về khinh khí cầu bí ẩn vào cuối thập niên 1890, bao gồm nhiều cảnh tượng khác nhau trên khắp bang Nebraska.
Dù tờ Nebraska State Journal thừa nhận rằng đây là một trò lừa bịp vào năm 1927, một số người vẫn tiếp tục tin rằng vụ chứng kiến này là hợp pháp. McCook Gazette tiếp tục nhận được một số lời hỏi thăm về sự kiện này qua hơn một trăm năm từ khi xảy ra. Năm 2013, các cuộc tìm kiếm được thực hiện ở Quận Red Willow gần đó, và cho biết đã phát hiện ra một loại vật liệu màu xanh lá cây dẫn đến niềm tin thêm rằng bản tin năm 1884 là có thực. Một số nhà nghiên cứu UFO ngày nay tin rằng đây đúng là một bản báo cáo hợp lệ về UFO tại tiểu bang này. Trong một bài báo năm 1997 đăng trên tờ Lincoln Journal Star, vụ chứng kiến Quận Dundy được liệt kê là một trong những trường hợp sớm nhất ở bang này.